# Precenicco
Precenicco é uma comuna italiana da região do Friuli-Venezia Giulia, província de Udine, com cerca de 1.508 habitantes. Estende-se por uma área de 26 km², tendo uma densidade populacional de 58 hab/km². Faz fronteira com Latisana, Marano Lagunare, Palazzolo dello Stella.

## Demografia
| Variação demográfica do município entre 1861 e 2011                               |
|                                                                                   |
| Fonte: Istituto Nazionale di Statistica (ISTAT) - Elaboração gráfica da Wikipedia |